# Gästriklands domsaga
Gästriklands domsaga var en domsaga i Gävleborgs län. Den bildades 1671 och upplöstes 1921 när den delades upp i Gästriklands västra domsaga och Gästriklands östra domsaga. 
Domsagan lydde under Svea hovrätt. 

## Tingslag
Varje socken utgjorde till 1693 ett eget tingslag, från 1693 till 1725 fanns följande tingslag: Ovansjö och Torsåker, Ockelbo och Hamrånge, Hedesunda Österfärnebo Årsunda, Hille och Valbo

### Från 1725
- Ovansjö, Torsåkers och Årsunda tingslag
- Ockelbo och Hamrånge tingslag
- Hedesunda och Österfärnebo tingslag
- Hille och Valbo tingslag

### Från 1880
- Gästriklands västra domsagas tingslag
- Gästriklands östra domsagas tingslag

## Häradshövdingar
- 1680–1709 Samuel Forsell
- 1709–1717 Carl Arosell
- 1717–1732 Lars Axel Stiernmarck
- 1732–1735 Johan Anders Wefverstedt
- 1735–1747 Herman Malmin
- 1747–1766 Carl Dahl
- 1766–1774 Gustaf Gabriel Franc
- 1774-1777 Johan Magnus Nordin
- 1777–1833 Magnus Johan Karp
- 1833–1862 Robert Lönnerberg
- 1863–1900 Carl Wilhelm Hedenström
- 1900–1919 David von Schulzenheim